# Hamelin (Manche)
Hamelin település Franciaországban, Manche megyében. Lakosainak száma 109 fő (2022. január 1.). Hamelin Saint-Laurent-de-Terregatte, Saint-Georges-de-Reintembault és Saint-Hilaire-du-Harcouët községekkel határos.

## Népesség
A település népességének változása:
| Lakosok száma | 171  | 135  | 122  | 118  | 106  | 98   | 92   | 87   | 94   | 109  |
|               | 1968 | 1982 | 1990 | 2006 | 2013 | 2015 | 2017 | 2019 | 2020 | 2022 |